# Kỳ thi TOPIK
Kỳ thi TOPIK (viết tắt của Test of Proficiency in Korean, Hangul: 한국어능력시험, Hanja: 韓國語能力試驗) là kỳ thi năng lực tiếng Hàn, do Viện giáo dục quốc tế Quốc gia Hàn Quốc (국립국제교육원, National Institute for International Education, viết tắt: NIIED) tổ chức, dành cho đối tượng là những người mà tiếng Hàn Quốc không phải là tiếng mẹ đẻ. TOPIK là căn cứ để đánh giá trình độ tiếng Hàn khi đi xin việc, học tập hay xin học bổng du học tại Hàn Quốc.
Kỳ thi TOPIK thường được tổ chức 1 năm 6 lần vào các tháng 1, 4, 5, 6, 10 và 11.

## Lịch sử
Kỳ thi TOPIK được tổ chức lần đầu năm 1997 và có 2274 người tham gia. Ban đầu, kỳ thi chỉ được tổ chức 1 lần mỗi năm. Đến năm 2006, số người tham gia thi tăng lên 34.048 người, năm 2012 là 151.166 người và cho đến nay, tổng số lượt người tham gia kỳ thi đã vượt hơn 1.000.000.

## Tổng quan

### Bài thi cũ
Bài thi cũ trước đây được chia thành 4 phần: Từ vựng và ngữ pháp, Viết, Nghe, và Đọc. Bài thi có 2 phiên bản là Bài thi tiêu chuẩn (standard) được viết tắt là (S)-TOPIK và bài thi thương mại (business) viết tắt là (B)-TOPIK.
Đối với S-TOPIK, có 3 trình độ (levels) thi là Bắt đầu (beginner, 초급) bao gồm cấp độ (grades) 1 và 2, Trung cấp (intermediate, 중급) bao gồm cấp độ 3 và 4; Cao cấp (advanced, 고급) bao gồm cấp độ 5 và 6. Thí sinh lựa chọn đăng ký thi theo trình độ Bắt đầu, Trung cấp hoặc Cao cấp, sau đó tùy theo điểm số trung bình đạt được và điểm tối tiểu trong mỗi phần mà được xét công nhận đạt cấp độ 1 hoặc 2 (đối với trình độ bắt đầu), cấp độ 3 hoặc 4 (đối với trình độ trung cấp) và cấp độ 5 hoặc 6 (đối với trình độ cao cấp).
Đối với B-TOPIK, mỗi phần được chấm theo thang điểm 100 và số điểm thi là tổng điểm 4 phần (tối đa 400 điểm).

### Bài thi mới
Từ kỳ thi TOPIK thứ 35 (tháng 7 năm 2014) trở đi, bài thi mới được áp dụng. Trong bài thi mới này, chỉ có 2 trình độ là TOPIK I và TOPIK II (Thay vì 3 trình độ Bắt đầu, trung cấp và cao cấp như trước). Trong đó TOPIK I chia thành 2 cấp độ (1 và 2) và chỉ thi 2 phần Đọc và Nghe; TOPIK II chia thảnh 4 cấp độ (3, 4, 5 và 6) và có 3 phần thi là Đọc, Nghe và Viết.
Bài thi mới vẫn bảo toàn 6 cấp độ từ 1 đến 6 tương ứng với Khung tham chiếu trình độ ngoại ngữ chung châu Âu CEFR (từ A1 đến C2).

### Bài thi nói
Từ năm 2022, phần thi nói đã được thí điểm triển khai một vài kỳ trong năm và dự kiến sẽ tăng dần đến khi áp dụng cho tất cả các kỳ thi, tức là các kỳ thi Topik sẽ kiểm tra đủ bốn kỹ năng, nghe, đọc, viết và nói.

## Giá trị hiệu lực và sử dụng kết quả bài thi
Chứng chỉ TOPIK có giá trị trong vòng 2 năm.
Chứng chỉ TOPIK thường được dùng để:
- Xin nhập học tại các trường đại học Hàn Quốc đối với sinh viên nước ngoài.
- Xin visa để làm việc cho các công ty ở Hàn Quốc.
- Xin công nhận giấy phép hành nghề trong nước cho người nước ngoài có trình độ bác sĩ y khoa.
- Xin chứng nhận đạt chuẩn kiểm tra trình độ giảng dạy tiếng Hàn.
- Xin thường trú.
- Xin visa nhập cư theo diện kết hôn.

## Các cấp độ thi, điểm đỗ và năng lực
| Trình độ                  | Cấp độ | Khung CEFR | Điểm đỗ       | Tiêu chí đánh giá |
| ------------------------- | ------ | ---------- | ------------- | --- |
| TOPIK I (thang điểm 200)  | 1      | A1         | Trên 80 điểm  | Có thể thực hiện các cuộc hội thoại cơ bản liên quan đến kỹ năng sống hàng ngày, như tự giới thiệu, mua hàng, đặt món ăn, v.v.. Có thể tạo các câu đơn giản dựa trên khoảng 800 mục từ vựng cơ bản và có sự hiểu biết về ngữ pháp cơ bản. |
| TOPIK I (thang điểm 200)  | 2      | A2         | Trên 140 điểm | Có thể thực hiện các cuộc trò chuyện đơn giản liên quan đến các thói quen hàng ngày như gọi điện thoại và yêu cầu giúp đỡ, cũng như sử dụng các phương tiện công cộng trong cuộc sống hàng ngày. (Có thể sử dụng khoảng 1.500 đến 2.000 từ vựng và hiểu các chủ đề cá nhân và quen thuộc theo thứ tự nhất định, chẳng hạn như đoạn văn.) Có thể sử dụng các các diễn đạt thông tục hoặc trang trọng tùy theo tình huống. |
| TOPIK II (thang điểm 300) | 3      | B1         | Trên 120 điểm | Có thể thực hiện các chức năng ngôn ngữ cần thiết để sử dụng các cơ sở hạ tầng công cộng khác nhau và duy trì mối quan hệ xã hội, không gặp khó khăn đáng kể trong cuộc sống thường ngày. Có thể diễn đạt hoặc hiểu các chủ đề xã hội quen thuộc với bản thân, cũng như các chủ đề chuyên biệt. Có thể hiểu và sử dụng ngôn ngữ viết và ngôn ngữ nói dựa trên các đặc điểm cơ bản chuyên biệt của chúng. |
| TOPIK II (thang điểm 300) | 4      | B2         | Trên 150 điểm | Có thể thực hiện các chức năng ngôn ngữ cần thiết để sử dụng các cơ sở hạ tầng công cộng khác nhau và duy trì mối quan hệ xã hội, ở một mức độ nào đó đáp ứng được một số công việc thông thường. Có thể sử dụng các cơ sở công cộng khác nhau, giao tiếp xã hội và thực hiện một số mức độ công việc thông thường. Có thể dễ dàng hiểu các phần trong các chương trình phát thanh truyền hình, báo chí và các diễn đạt liên quan đến các chủ để xã hội và trừu tượng một cách tương đối chính xác và lưu loát. Có thể hiểu các chủ đề xã hội và văn hóa, dựa trên sự hiểu biết về văn hóa Hàn Quốc và các thành ngữ thường dùng. |
| TOPIK II (thang điểm 300) | 5      | C1         | Trên 190 điểm | Có thể thực hiện các chức năng ngôn ngữ ở một mức độ nào đó đáp ứng được các công việc và nghiên cứu trong các lĩnh vực nghề nghiệp chuyên môn Có thể hiểu và sử dụng các cách diễn đạt liên quan đến các khía cạnh ít quen thuộc như chính trị, kinh tế, xã hội và văn hóa. Có thể sử dụng đúng cách các cách diễn đạt, tùy thuộc vào ngữ cảnh thông tục hay trang trọng khi nói / viết. |
| TOPIK II (thang điểm 300) | 6      | C2         | Trên 230 điểm | Có khả năng thực hiện các chức năng ngôn ngữ cần thiết cho các công việc và nghiên cứu trong các lĩnh vực nghề nghiệp chuyên môn một cách chuẩn xác và lưu loát. Có thể hiểu và sử dụng các cách diễn đạt liên quan đến các khía cạnh ít quen thuộc như chính trị, kinh tế, xã hội và văn hóa. Không gặp khó khăn khi thực hiện các chức năng ngôn ngữ hoặc truyền đạt ý nghĩa mặc dù mức độ thành thạo không hoàn toàn tương đương với một người bản ngữ có trình độ đại học. |

## Cấu trúc bài thi
|                           | Nghe (100 điểm) | Đọc (100 điểm) | Viết (100 điểm) | Tổng thời gian |
| ------------------------- | --------------- | -------------- | --------------- | -------------- |
| TOPIK I (thang điểm 200)  | 30 câu/40 phút  | 40 câu/60 phút |                 | 100 phút       |
| TOPIK II (thang điểm 300) | 50 câu/60 phút  | 50 câu/70 phút | 4 câu/50 phút   | 180 phút       |

## Tổ chức thi
Ngoài Hàn Quốc, TOPIK còn được tổ chức ở các quốc gia và vùng lãnh thổ sau: Argentina, Úc, Azerbaijan, Bangladesh, Belarus, Brazil, Bulgaria, Campuchia, Canada, Chile, Trung Quốc, Colombia, Cộng hòa Séc, Ai Cập, Pháp, Đức, Hungary, Ấn Độ, Indonesia, Iran, Ý, Nhật Bản, Kazakhstan, Kyrgyzstan, Malaysia, Mexico, Mông Cổ, New Zealand, Pakistan, Paraguay, Philippines, Ba Lan, Nga, Tây Ban Nha, Đài Loan, Tajikistan, Thổ Nhĩ Kỳ, UAE, Ukraine, Mỹ, Vương quốc Anh, Uzbekistan và Việt Nam.
Thời gian kiểm tra được chia thành ba múi giờ: Trung Quốc và các quốc gia cận biên (Trung Quốc, Hồng Kông, Mông Cổ, Philippines, Đài Loan, Singapore và Brunei; có chung múi giờ UTC+8), Hàn Quốc và Nhật Bản (có chung múi giờ UTC+9) và các quốc gia khác (theo giờ địa phương của mỗi quốc gia cụ thể).
Lệ phí đăng ký thi thay đổi theo từng quốc gia. Hiện nay tại Việt Nam, lệ phí cho TOPIK I là 550.000 đồng và TOPIK II là 770.000 đồng. Kết quả thường sẽ được công bố khoảng 1 tháng sau ngày thi chính.

## Các kỳ thi tương tự
Kỳ thi KLPT (viết tắt của Korean Language Proficiency Test, Hangul: 세계한국말인증시험) cũng là bài thi đánh giá năng lực tiếng Hàn dành cho người mà tiếng Hàn không phải là ngôn ngữ mẹ đẻ. Đây là bài thi được Tổ chức ngôn ngữ Hàn Quốc (Korean Language Society) tổ chức, và có thể thay thế cho bài thi TOPIK. Bài thi KLPT đánh giá năng lực thí sinh chú trọng nhiều vào kỹ năng giao tiếp thực tế cần thiết cho cuộc sống hằng ngày, nghề nghiệp và môi trường giáo dục tại Hàn Quốc.